# Bell UH-1 Iroquois
Bell UH-1 Iroquois, известен и с прякора Хюи (на английски: Huey) е американски многоцелеви военен вертолет. Задвижван е от един газотурбинен двигател с двуостри главни и задни ротори. Това е първият вертолет от серията, разработвана от компанията Bell Helicopter и съответстваща на изискванията на американската армия от 1952 г. Първият полет на вертолета се състои през 1956 г. Това е първият вертолет, задвижван с турбина, който е произвеждан за въоръжените сили на САЩ, като от 1960 г. насам от него са произведени над 16 000 бройки.
Първоначално, вертолетът е обозначаван като HU-1 (откъдето се появява и прякора му Хюи). Първите бойни действия на вертолета са през Виетнамската война, където са разгърнати около 7000 бройки.

## Разработка
През 1952 г. американската армия обявява изискванията си за нов вертолет, който да служи за медицинска евакуация, за обучение и за общо ползване. Армията счита вертолетите по това време за прекалено големи, немощни или сложни за поддръжка. През ноември 1953 г. са издадени обновени военни изкисвания към Департамента на армията. Общо 20 компании подават проектите си, състезавайки се да получат договор. Сред тях са Bell Helicopter със своя Модел 204. На 23 февруари 1955 г. армията обявява решението си, избирайки Bell, които следва построят три образеца на Модел 204 за изпитания под обозначението XH-40.
Задвижван от 520-kW двигател Lycoming YT53-L-1, първият прототип XH-40 излита на 20 октомври 1956 г. от Форт Уърт, Тексас, управляван от главния летец изпитател на Bell. През 1957 г. са построени още два прототипа, като армията вече е поръчала още шест за изпитания. През март 1960 г. армията предоставя на Bell договор за производство на 100 вертолета, които получават обозначение HU-1A и са наречени Ирокез (Iroquois) по името на индианското племе.
Хеликоптерът бързо бива наречен Хюи, тъй като на английски изписването Huey прилича на това на обозначението HU-1. След септември 1962 г. обозначението на всички модели е променено на UH-1 с цел унифициране от страна на Департамента на отбраната, но прякорът на машината остава.
Въпреки технологичните иновации на вертолета, докладите на армията относно представянето му споменават, че той не е достатъчно мощен и че е необходимо да се създадат подобрени модели. В отговор, Bell предлагат модела UH-1B, снабден със 720-kW двигател Lycoming T53-L-5 и по-дълга кабина, побираща седем души или четири носилки с медицинско лице. Армията започва изпитанията на UH-1B през ноември 1960 г., като производството му започва през март 1961 г.
Разработката на UH-1C започва през 1960 г. и цели коригирането на аеродинамичните недостатъци на въоръжения UH-1B. Новият UH-1C е оборудван с 820-kW двигател T53-L-11, предоставящ сила за повдигане на всичките оръжейни системи. В крайна сметка, армията преоборудва всички UH-1B със същия двигател. За UH-1C е разработена и нова роторна система, позволяваща по-висока скорост и по-добра маневреност и намаляваща случаите на зависване при пикиране. Покрай нея е удължена и опашката на вертолета. Въведена е и двойна хидравлична система за контрол, както и подобрена система за филтриране на праховите частици, поради условията в Югоизточна Азия. Горивният капацитет е увеличен до 920 литра, а максималната товароподемност е повишена на 2120 kg. Производството на UH-1C започва през юни 1966 г., като от него са произведени общо 766 бройки, включително 5 за Австралия и 5 за Норвегия.
И докато по-ранните Хюита се оказва успешни, армията иска вариант, който да може да превозва повече хора. Решението на Bell е да разтегне фюзелажа на HU-1B със 104 cm и да използва допълнителното място за поставяне на четири седалки до трансмисията, гледащи навън. Пасажерският капацитет нараства до 15 души. По-голямата кабина вече помещава до шест носилки и медик. Шарнирните панели и вратите могат бързо да се откачат, позволявайки на вертолета да лети без тях. Прототипът на новия Модел 205 излита на 16 август 1961 г. Той е оборудван с 13,4-m главен ротор и 820-kW двигател Lycoming T53-L-9. Опашката също е удължена, поради по-големите роторни остриета. Армията поръчва серийно производство на модела през 1963 г. Прототипите са обозначени като YUH-1D, а производствени бройки получава обозначение UH-1D.
През 1966 г. Bell инсталират 1000-kW двигател Lycoming T53-L-13, който да придаде повече мощ на машината. Производствените модели с тази конфигурация са обозначени като UH-1H.
През 1962 г. Корпусът на морската пехота на САЩ обявява конкурс за военен вертолет, който да замени остарелите Kaman OH-43D. Победител в конкурса е UH-1B, който вече е на служба в армията. Той е обозначен като UH-1E и модифициран така, че да отговаря на изискванията на морската пехота. Сред по-големите промени е въвеждането на чисто алуминиева конструкция (против корозия), радио оборудване, съвместимо с честотите на морската пехота, и спирачка за роторите, която да спира бързо въртенето им. Първият полет на UH-1E се състои на 7 октомври 1963 г., а серийното му производство започва на 21 февруари 1964 г. Завършени са общо 192 бройки.
През 1968 г. започва разработването на двумоторния UH-1N за Канада. Моделът влиза на служба в САЩ и Канада през 1971 г.
През 1996 г. Корпусът на морската пехота започва програма по подновяването на вертолетите, давайки договор на Bell Helicopter за разработване на подобрените варианти UH-1Y и AH-1Z. Вариантът UH-1Y има удължена кабина, главен ротор с четири остриета и два мощни двигателя General Electric T700. Той е въведен в експлоатация от морската пехота през 2008 г.

## Спецификации (UH-1D)
Основни характеристики
- Екипаж: 1 – 4 души
- Капацитет: 1760 kg
- Дължина: 17,4 m (с роторите)
- Ширина: 2,62 (фюзелаж)
- Височина: 4,39 m
- Тегло празен: 2365 kg
- Тегло зареден: 4100 kg
- Максимално тегло за излитане: 4309 kg
- Задвижване: 1 × Lycoming T53-L-11 газотурбинен двигател, 820 kW

Експлоатационни качества
- Максимална скорост: 220 km/h
- Крайцерска скорост: 205 km/h
- Максимален обсег: 510 km
- Таван на изкачване: 5910 m
- Скорост на изкачване: 8,9 m/s